# Saint-Fiacre-sur-Maine
Saint-Fiacre-sur-Maine település Franciaországban, Loire-Atlantique megyében. Lakosainak száma 1246 fő (2022. január 1.). Saint-Fiacre-sur-Maine Château-Thébaud, La Haie-Fouassière, Maisdon-sur-Sèvre és Vertou községekkel határos.

## Népesség
A település népessége az elmúlt években az alábbi módon változott:
| Lakosok száma | 651  | 935  | 935  | 1141 | 1147 | 1164 | 1207 | 1236 | 1236 | 1246 |
|               | 1968 | 1982 | 1990 | 2006 | 2013 | 2015 | 2017 | 2019 | 2020 | 2022 |